# Ворсо (Мисури)
Ворсо (енгл. Warsaw) град је у америчкој савезној држави Мисури.

## Демографија
По попису из 2010. године број становника је 2.127, што је 57 (2,8%) становника више него 2000. године.
| Група             | 2000.         | 2010.         |
| Белци             | 2.012 (97,2%) | 1.995 (93,8%) |
| Афроамериканци    | 3 (0,1%)      | 21 (1,0%)     |
| Азијати           | 1 (0,0%)      | 5 (0,2%)      |
| Хиспаноамериканци | 26 (1,3%)     | 68 (3,2%)     |
| Укупно            | 2.070         | 2.127         |